# ターンベリー
ターンベリー（Turnberry）はイギリス・スコットランドにあるゴルフコースで、ジ・オープンなどの開催コースである。

## 概要
スコットランド西海岸に面したリンクスコースであり、ジ・オープンの開催コースの中でも屈指の景観を持ち、丘の上の白い赤茶屋根のターンベリーホテル、白亜の灯台、お椀をかぶせたようなアルサクレイグ島、天気が良ければ遠くにクライド湾で最大の島であるアラン島や、キンタイア半島も望むことができる。第一次、第二次世界大戦時には飛行場として利用され、12番ホールのグリーンの右手前の小高い丘には第一次大戦のパイロットの記念碑がある。さまざまなゴルフガイドに「一度はプレーしたいゴルフコース」と紹介されている。
開場が1906年で、ジ・オープンを初開催したのが1977年で、以降2009年まで4回開催している。1977年の初開催時はトム・ワトソンが、ジャック・ニクラスとの真昼の決闘を制し、通算12アンダー、268ストロークで大会初優勝を果たした。ニクラスは1ストローク差の2位だった。ワトソンは59歳だった2009年大会も好調で、通算2アンダー、278ストロークで並んだアメリカのスチュワート・シンクとのプレーオフの末、惜しくも優勝を逃して2位。2度目の開催となった1986年は、オーストラリアのグレッグ・ノーマンが唯一人、通算イーブンパー、280ストロークとし、2位以下に5ストローク差をつけメジャー初優勝を果たした。3度目の開催となった1994年は、ジンバブエのニック・プライスが最終日終盤の17番ホール（当時498ヤード、パー5）でイーグルを奪い、先行していたスウェーデンのイェスペル・パルネヴィクを逆転、通算12アンダー、268ストロークで大会初優勝、自身2度目のメジャー制覇を果たした。
コースセッティングの難度は高くないが、クライド湾に伝わる巨人伝説に因んで"ジャイアント"と呼ばれる海風を含む天候とも対決するため、他のジ・オープンの開催コースと比較して独特な難しさがあり、2009年大会（7204ヤード、パー70）ではアマチュア時代から通算して14回目の全英出場で、このコース初挑戦だった33歳のタイガー・ウッズがティーショットも、アイアンショットも不調で予選落ちを喫するなど、初体験の世界ランキング上位の選手は軒並み苦しんだ。ウッズのメジャー大会での予選落ちは、父親の死去で調整不足だった2006年の全米オープン以来の出来事で、プロ入りしてから2度目であった。ウッズは好天の初日は71でしのいだが、ジャイアントと雨の2日目にはティーショットがフェアウェイを捉えたのは7度のみ。突如ジャイアントの吹いた10番ホールではティーショットを右に曲げて観衆の後方のラフに飛ばしてしまい、ギャラリーや同組の石川遼およびリー・ウエストウッドとボールを探すと2度、計2個見つかったが、いずれもウッズの物ではなくロストボールとなり、打ち直しの暫定球でプレイ再開して4オン2パットのダブルボギー、13番ホールもダブルボギー、16と17番ホールはバーディで持ち直すも、この日のスコアは74、2日間通算5オーバーで予選落ちした。全英初出場・17歳の石川遼は、リー・マッカランをキャディに従え、ウッズと2日間同じ組で廻った。初日は、5バーディ3ボギーの68で21位の好スタート。荒天の2日目は、ウッズと同じくティーショットがフェアウェイを捉えたことは7度でボギーを連発した。10番ホールではフェアウェイ右のラフからの第2打はグリーン手前のアイランドバンカー（後述）中央にある膝より深いラフに捕まり、アンプレアブル（打球不能状態）で1打罰を選択してダブルボギーで、ラウンド後「あそこから風に気持ちが負け始めた」とコメント。その言葉通り、11から15番ホールは連続ボギー、この日石川は78を叩き、2日間通算6オーバーで予選落ちした。2009年の予選通過ラインは4オーバーであり、他の日本勢の予選結果は、久保谷健一が初日5アンダーでワトソンらと並び2位タイ、2日間通算では3アンダーで予選通過、今田竜二も3オーバーで悲願の予選通過、池田勇太7オーバー、矢野東9オーバー、近藤共弘10オーバー、小田孔明14オーバーで予選落ち。4日間通算では、久保谷は4オーバーの284で27位、今田は11オーバーで64位だった。
全英女子オープンは2002年と2015年の2度、いずれもパー72で開催され、2002年にオーストラリアのカリー・ウェブが、2015年には韓国のパク・インビ（朴仁妃）が、それぞれ優勝した。

## 名物ホール
ターンベリーの名物ホールは数多くあり、灯台を左前方に見ながら、海を越えていく9番ホール、グリーン手前にアイランドバンカーと呼ばれるバンカー（バンカーの中に島状の深いラフがあり、砂は穴開きドーナツ状に敷いてある）を設置した10番ホールなどが挙げられる。